# Черепово (Владимирская область)
Че́репово — деревня в Судогодском районе Владимирской области, входит в состав Головинского сельского поселения.

## География
Деревня расположена в 6 км к северо-западу от центра поселения посёлка Головино и в 6 км на восток от города Радужный. В 2 км на северо-восток от деревни находится остановочный пункт «18 км» железнодорожной линии Владимир — Тумская.

## История
В конце XIX — начале XX века деревня входила в состав Подольской волости Владимирского уезда, с 1926 года — в составе Улыбышевской волости. В 1905 году в деревне числилось 45 дворов, в 1926 году — 44 хозяйства и начальная школа.
С 1929 года деревня входила с состав Кадыевского сельсовета Владимирского района, с 1940 года — в составе Головинского сельсовета, с 1965 года — в составе Судогодского района, с 2005 года — в составе Головинского сельского поселения.

## Население
| 1859 | 1905 | 1926 | 2002 | 2010 | 2021 |
| ---- | ---- | ---- | ---- | ---- | ---- |
| 125  | ↗220 | ↘197 | ↘5   | ↘3   | ↘0   |

## Современное состояние
В настоящее время деревня застроена дачами жителей Владимира и Радужного.